# Forvia
Die Forvia SE (vormals Faurecia) ist ein börsennotierter Automobilzulieferer mit Sitz in Nanterre bei Paris. Das französische Unternehmen beschäftigte Ende 2019 weltweit 115.500 Mitarbeiter. Zu diesem Zeitpunkt war es an 248 Standorten in 37 Ländern vertreten, darunter mit 37 Zentren für Forschung und Entwicklung. Der Umsatz von Forvia betrug im Jahr 2024 insgesamt 27,0 Milliarden Euro (nach 27,4 Milliarden Euro im Jahr 2023). Weltweit zählt Forvia zu den größten Automobilzulieferern. Das Unternehmen besitzt sechs Geschäftsbereiche (Business Groups): Seating (Autositze), Interiors (Kraftfahrzeuginnenausstattung), Electronics (Elektrozubehör für Kraftfahrzeuge), Clean Mobility (umweltfreundliche Antriebstechnik), Lighting (Fahrzeugbeleuchtung), Lifecycle Solutions.
CEO ist seit März 2025 Martin Fischer. Er war zuvor Vorstandsmitglied bei ZF Friedrichshafen. Fischer war bereits von 2006 bis 2014 bei Hella, wo er ab 2007 das amerikanische Elektronikgeschäft des Zulieferers leitete.

## Geschichte
Die Wurzeln der Forvia-Gruppe reichen bis in das Jahr 1810 zurück. Seinen Vorgängernamen Faurecia erhielt es 1998, als sich die Unternehmen Bertrand Faure und Ecia zusammenschlossen. Zuvor hatte Ecia aus der Groupe PSA seine direkten und indirekten Anteile an Bertrand Faure auf 99 Prozent aufgestockt. Nach der Übernahme von Hella 2021 gab sich der Konzern den heutigen Namen Forvia.

### Ecia
1810 eröffneten die Brüder Jean-Pierre und Fréderic Peugeot zusammen mit Jacques Maillard-Salins eine Stahlgießerei zur Herstellung von Sägeblättern in Hérimoncourt, einem Dorf in Ostfrankreich. Nur einige Jahre später wurden sie im Bereich der Werkzeugherstellung aktiv und eröffneten Fabriken im Gebiet von Montbéliard. Ab 1850 kamen weitere Geschäftszweige hinzu, wobei der Peugeot-Löwe 1858 erstmals auf Werkzeugen auftauchte. Nachdem Peugeot im Jahr 1880 das Dreirad erfunden hatte, begann das Unternehmen nur ein Jahr später mit der modernen Automobilproduktion. Infolgedessen meldete Peugeot die ersten Stahlrohre zum Patent an.
In der zweiten Hälfte des 20. Jahrhunderts stieg das Unternehmen in den Markt der Herstellung von Automobilzulieferteilen ein, zu denen unter anderem Sitze, Abgassysteme und Lenksäulen zählten. Im Jahr 1987 fusionierten die Peugeot-Töchter AOP (Aciers & Outillages Peugeot – Peugeot Stahl und Werkzeuge) sowie Cycles Peugeot schließlich und bildeten das neue Unternehmen Ecia (Equipements et Composants pour l’Industrie Automobile – Ausrüstungen und Komponenten für die Automobilindustrie) mit Sitz in Beaulieu, einem Ortsteil von Mandeure. Im folgenden Jahrzehnt übernahm Ecia verschiedene größere Unternehmen, darunter die deutsche Leistritz Abgastechnik mit Sitz im mittelfränkischen Fürth-Stadeln, und wurde zum europäischen Marktführer für Abgassysteme, Sitze, Bestandteile der Fahrzeug-Innenausstattung und Frontteile, bevor sich das Unternehmen mit Bertrand Faure zu Faurecia zusammenschloss.

### Bertrand Faure
Bertrand Faure eröffnete 1914 seine erste Werkstatt, die sich auf die Herstellung von Sitzen für Straßenbahnen und die Pariser Métro in Levallois-Perret spezialisiert hatte. Fünfzehn Jahre später erwarb das Unternehmen die Lizenz für ein neuartiges Verfahren, mit dem es ihm gelang, Sprungfedermatratzen herzustellen und die Sitze für die Automobilindustrie zu perfektionieren. Die Geschäftszweige der Sitzherstellung für Straßenbahnen und für Autos entwickelten sich nach dem Zweiten Weltkrieg schnell. Bertrand Faure konnte sich international etablieren und erlangte 1991 durch die Übernahme der deutschen Rentrop-Gruppe die europäische Marktführerschaft im Bereich der Fahrzeugtechnik. Später fokussierte sich die Bertrand-Faure-Gruppe ausschließlich auf die Herstellung von Fahrzeugsitzen.

### Faurecia
Am 11. Dezember 1997 unterbreitete Ecia dem Unternehmen Bertrand Faure ein Übernahmeangebot, indem es seine direkten und indirekten Anteile am Unternehmen auf 99 Prozent aufstocken wollte. Die Fusion und Gründung der Faurecia-Gruppe wurde zwei Jahre später abgeschlossen und resultierte in einer Geschäftstätigkeit mit 32.000 Mitarbeitern, einem Umsatz von mehr als 4 Milliarden Euro und einer internationalen Präsenz, die besonders in Deutschland starke Verbindungen zu namhaften Automobilherstellern aufwies. 1999 erwarb Faurecia das amerikanische Unternehmen AP Automotive Systems und konnte dadurch seinen Geschäftsbereich für Abgassysteme auf dem nordamerikanischen Markt ausbauen. Im Jahr darauf wurde Sommer Allibert übernommen, ein Unternehmen spezialisiert auf Fahrzeug-Innenausstattungen. Aufgrund der Etablierung des Sommer Allibert-Geschäftszweigs in Deutschland und Spanien verfügte Faurecia in Europa über bedeutende Marktanteile insbesondere im Bereich Türpaneele, Instrumententafeln und Akustikpakete. Finanziert wurde die Übernahme durch den Faurecia-Mutterkonzern PSA Peugeot Citroën, der seine Anteile an Faurecia auf 71,5 Prozent aufstockte. Am 8. Februar 2010 erweiterte Faurecia seinen Geschäftsbereich Technologien zur Emissionskontrolle mit der Übernahme von EMCON Technologies, Nachfolger des deutschen Zulieferers Zeuna Stärker. Damit wurde Faurecia nach eigenen Angaben zum weltweit führenden Anbieter für Emissionskontrolltechnologien.
Der frühere Geschäftsbereich Exteriors mit rund 2 Mrd. Euro Umsatz, 7.700 Mitarbeitern und 22 Industriestandorten wurde im Dezember 2015 für 650 Mio. EUR an Plastic Omnium verkauft. Dieser Bereich hatte die  Module Frontends (inklusive Motoren-Kühlsysteme), Außensysteme (Stoßstangen, Designelemente) und Stoßfängersysteme produziert. Die Produktion von Stoßstangen und Frontend-Modulen betrug 4,5 Millionen Stück pro Jahr.
Nach Zustimmung der europäischen Kartellbehörden und dem Abschluss der Vertragsvereinbarungen hatte Faurecia am 31. März 2010 den Automobilzulieferer für Kunststoffaußenteile Plastal Deutschland übernommen und offiziell in den Geschäftsbereich Faurecia Automotive Exteriors integriert. Mit diesem Geschäftsbereich wurde Faurecia neuer europäischer Marktführer. Faurecia übernahm alle sechs deutschen Plastal-Standorte mit rund 2.000 Mitarbeitern. Es wurden 33 Millionen Euro als Kaufpreis gezahlt. Zudem hatte Faurecia zum 1. Oktober 2010 die spanische Tochtergesellschaft der Plastal GmbH – Plastal Spain SA, Barcelona – erworben. Der französische Automobilzulieferer übernahm alle vier spanischen Standorte mit insgesamt 700 Mitarbeitern.
Im Oktober 2010 hatte Faurecia außerdem die Hoerbiger Automotive Komfortsysteme GmbH (HAKS) in Schongau übernommen und die Technologie im Bereich Komplettsitze ausgebaut. Die HAKS war einer der führenden Anbieter für automotive Komfortsysteme und führend im Bereich pneumatische Sitzkomfortsysteme. Am 23. November 2010 hat Faurecia eine Vereinbarung zum Kauf der Angell-Demmel unterzeichnet – einem Unternehmen, das auf die Produktion von Innenverkleidungsteilen aus Echtmetall spezialisiert ist. Nach Abschluss des Kaufs wurde Angell-Demmel in den Faurecia-Geschäftsbereich Innenraumsysteme integriert. Am 18. Januar 2011 hat Faurecia bekannt gegeben, dass sich der Konzern mit 21,2 Prozent an dem dänischen Unternehmen Amminex A/S beteiligt. Amminex ist ein Konzern mit Expertise in der Behandlung von Stickstoffoxiden und ist der Erfinder des „Ammonia Storage and Delivery System“ (ASDS). Die Transaktion hatte einen Wert von 19,5 Millionen Euro. Zudem kooperiert Faurecia seit November 2009 mit dem Spezialchemieunternehmen Rhodia. Im Februar 2011 bekräftigten die beiden Unternehmen diese Zusammenarbeit mit der Unterzeichnung einer Vereinbarung über gemeinsame Entwicklung. Faurecia und Rhodia wollen künftig Bauteile für Leichtbausitze entwickeln.
Im März 2019 übernahm Faurecia das japanische Unternehmen Clarion zu 100 Prozent und gründete den vierten Geschäftsbereich Faurecia Clarion Electronics. Der Geschäftsbereich kombiniert Clarion mit Parrot Automotive und Coagent Electronics. Faurecia Clarion Electronics entwickelt schwerpunktmäßig Cockpit-Elektronik und Fahrerassistenzsysteme für niedrige Geschwindigkeiten. Im Januar 2020 schloss das Unternehmen die Übernahme des Joint Ventures SAS ab durch Erwerb der Anteile, die zuvor Continental hielt. SAS ist ein Akteur in der Montage und Logistik von Innenraummodulen und hat 2019 mit rund 4.490 Mitarbeitern einen Umsatz von ca. 740 Mio. Euro erwirtschaftet. Das vormalige Gemeinschaftsunternehmen wird als SAS Interior Modules geführt und ist an 20 Standorten in Europa, Nord- und Südamerika sowie China vertreten. Faurecia erweitert auf diese Weise sein Angebot der Systemintegration auf alle Module für die Innenausstattung.

### Zugehörigkeit zur PSA-Gruppe
Seit der Aufstockung auf über 71 % des Aktienkapitals im Jahre 2000 reduzierte Groupe PSA diesen Anteil bis zum Jahr 2018 zugweise auf 46,3 Prozent. Es war immer wieder darüber spekuliert worden, dass der Peugeotkonzern sein Tochterunternehmen verkaufen könnte, um angesichts einer zeitweise angespannten Finanzlage seine Kassen zu füllen.
2013 erklärte der damalige Faurecia-CEO, Yann Delabrière, dass das Unternehmen auf einen Verkauf durch PSA vorbereitet sei.
Im Vorfeld der Fusion von PSA mit FCA zu Stellantis verkaufte PSA im Oktober 2020 über eine Aktienplatzierung an der Börse 7 % der Anteile an Faurecia für 308 Mio. Euro, um die nötigen Freigaben von den europäischen Kartellbehörden zu erhalten. Weiterhin verpflichtete sich PSA, die verbleibenden 39 % an Faurecia auszuschütten – im März 2021 stimmte die Hauptversammlung von Stellantis der Ausschüttung der Faurecia-Aktien und des Verkaufserlös des 7-%-Aktienpakets an seine Aktionäre zu, sodass Faurecia ab dem 15. März 2021 seine vollkommene Unabhängigkeit vom bisherigen Großaktionär erhielt.

### Übernahme Hella
Im August 2021 kündigte Faurecia die Übernahme eines 60 %-Aktienpakets am börsennotierten deutschen Automobilzulieferer Hella an. Weiterhin wurde ein Übernahmeangebot zum Erwerb der weiteren Hella-Aktien zum Angebotspreis von 60 Euro pro Aktie angekündigt. Der gesamte Transaktionswert belief sich auf 6,8 Milliarden Euro. Am 31. Januar 2022 meldete Hella, dass Faurecia die Mehrheit an dem Unternehmen übernommen habe, zusätzlich zu dem 60%-Paket seien weitere 19,5 % der Hella-Aktien im Zuge des am 11. November 2021 beendeten öffentlichen Übernahmeangebots angedient worden. Der Zusammenschluss von Faurecia und Hella führte zur Bildung des siebtgrößten Autozulieferers weltweit. Drei der sechs Unternehmenssparten von Faurecia sollen vom Hella-Standort in Lippstadt gelenkt werden: Licht, Elektronik und das Lifecycle-Value-Management.

## Geschäftsbereiche

### Seating
Der französische Automobilzulieferer entwickelt und produziert alle Komponenten eines Sitzes: Rahmen, Verstellmechanismen, Schienen, Schaumstoffe und Sitzbezüge.

### Clean Mobility
Im Bereich der Technologien zur Emissionskontrolle entwickelt und produziert Faurecia Abgasanlagen, von Katalysatoren über Krümmer bis zu Schalldämpfern und Dieselpartikelfiltern. Seit der Übernahme von EMCON Technologies im Februar 2010 ist Faurecia weltweit marktführend in diesem Bereich. Am 23. Januar 2017 wurde bekannt, dass Faurecia seinen Geschäftsbereich Technologien zur Emissionskontrolle neu ausrichtet und im Zuge dessen diesen in Clean Mobility umbenennt. 2018 übernahm Faurecia die Schweizer Hug Engineering, einen Hersteller von Abgasreinigungssystemen, von ElringKlinger.
In der Brennstoffzellentechnik und hat Faurecia Partnerschaften aufgebaut, um Lösungen für zwei zentrale Komponenten zu entwickeln: Hochdrucktanks mit Stelia Aerospace und Brennstoffzellen-Stacks mit dem Commissariat à l’énergie atomique et aux énergies alternatives (CEA). Faurecia entwickelt zudem eine Reihe von Batterieabdeckungen und kompletten Batteriegehäusen für Elektro- und Plug-in-Hybridfahrzeuge. Am 21. November 2019 gaben Michelin und Faurecia die Gründung eines Joint Ventures bekannt. Unter dem Namen Symbio werden alle Aktivitäten der beiden Unternehmen im Bereich der Brennstoffzellensysteme zusammengeführt.
Im Oktober 2020 eröffnete Faurecia im französischen Bavans sein globales Wasserstoffkompetenzzentrum.

### Interiors
Im Bereich der Innenraumsysteme produziert der Automobilzulieferer Armaturenbretter, Mittelkonsole und Türverkleidungen sowie Akustikmodule. Forvia beliefert die Automobilhersteller mit einbaufertigen Innenraumsystemen.
Ende Februar 2023 gab Forvia bekannt, den Karlsruher Hersteller SAS Interieur Modules an die indische Samvardhana Motherson, Noida verkaufen zu wollen. SAS erreicht mit ca. 5.000 Mitarbeitern in 24 Werken weltweit einen Umsatz von ca. 900 Mio. Euro. Als Kaufpreis wurden 540 Mio. Euro vereinbart. Dieser soll vollständig zur Schuldentilgung des Hella-Kaufs verwendet werden.

### Electronics
Dieser Bereich entstand 2019 durch die Kombination des neu übernommenen japanischen Unternehmens Clarion mit den zuvor erworbenen Parrot Automotive und Coagent Electronics. Im Juli 2019 gingen Microsoft und Faurecia eine Partnerschaft mit dem Ziel ein, eine gemeinsame Entwicklung vernetzter und personalisierter Dienste im Cockpit der Zukunft auf Basis der „Microsoft Connected Vehicle“ Plattform anzubieten. Nach der Übernahme von Hella soll dieser Bereich aus Lippstadt gelenkt werden.

### Lighting
Durch die Übernahme der Mehrheit an Hella entstand der Bereich Lighting im Jahr 2021.

### Lifecycle Solutions
Auch dieser Bereich entstand durch die Übernahme von Hella.

## Faurecia in Deutschland, Österreich und der Schweiz
In Deutschland, Österreich und der Schweiz sind rund 6.900 Mitarbeiter an rund 30 Standorten für das Unternehmen tätig. Zu diesen Standorten kommen neun standortübergreifende Zentren für Forschung, Design und Entwicklung.
Seinen deutschen Hauptsitz hat Faurecia in Stadthagen bei Hannover. Am 15. November 2019 erfolgte der Spatenstich für den Neubau des Faurecia Innovationszentrums im Wissenschafts- und Technologiepark Marienwerder in Hannover. Der Bau wurde am 28. April 2022 als FORVIA Technology & Customer Center eröffnet. Der vor der Übernahme von Hella größte deutsche Standort mit 1.400 Mitarbeitern ist zugleich die Europazentrale von Faurecia Clean Mobility und befindet sich in Augsburg. Hella kommt am Stammsitz Lippstadt auf rund 4.200 Mitarbeiter.
2015 wurde der niedersächsische Faurecia-Standort in Peine im Rahmen eines bundesweiten Wettbewerbs von der Fachzeitschrift Produktion und der Unternehmensberatung A.T. Kearney als Fabrik des Jahres in der Kategorie Hervorragende Großserienfertigung ausgezeichnet.

## Kunden
Faurecia beliefert alle großen Automobilhersteller weltweit.
| Kunde                            | Umsatz in % |
| -------------------------------- | ----------- |
| Volkswagen-Gruppe                | 19          |
| Stellantis                       | 10          |
| Ford-Gruppe                      | 09          |
| Renault-Nissan-Mitsubishi        | 09          |
| Mercedes-Benz Group              | 07          |
| andere Chinesische Erstausrüster | 06          |
| BMW                              | 05          |
| General Motors                   | 05          |
| Global vehicle group             | 05          |
| BYD                              | 04          |
| Andere japanische Erstausrüster  | 03          |
| Hyundai Motor Group              | 02          |
| Commercial vehicles              | 02          |
| Andere                           | 13          |

## Bestechungsaffäre
Im Jahr 2006 wurde bekannt, dass Faurecia in eine Bestechungsaffäre von elf Zulieferbetrieben verwickelt war. Laut Staatsanwaltschaft wurden dabei jahrelang Zahlungen an Angestellte von Autoherstellern geleistet, um Aufträge für das Unternehmen zu sichern. So wurden ab 1998 Schmiergelder an Einkäufer bei Volkswagen, Audi und BMW gezahlt. Die Ermittlungen wurden 2005 nach einem Hinweis der Finanzverwaltung aufgenommen, der „verdächtige Zahlungen“ bei einer Niederlassung von Faurecia aufgefallen waren. Im Mai 2006 wurden die Deutschlandzentrale und die betroffene Niederlassung durchsucht. Der damalige CEO, Pierre Lévi, hatte zugegeben, über die Zahlungen informiert gewesen zu sein, und trat deshalb Anfang August 2006 zurück. Das Amtsgericht Frankfurt am Main sah es als erwiesen an, dass innerhalb von fünf Jahren Schmiergeldzahlungen in Höhe von 1,25 Millionen Euro gebilligt worden seien, und verurteilte Lévi im Juni 2007 zu einer Geld- und Bewährungsstrafe. Zum neuen Chairman und CEO von Faurecia wurde im Februar 2007 Yann Delabrière ernannt.
Die Vorgänge rund um Zahlungen an einzelne Einkäufer deutscher OEM wurden in den Medien als „Heizungskelleraffäre“ verarbeitet, wodurch nicht nur Faurecia der breiten Öffentlichkeit in Deutschland bekannt wurde, sondern erneut das Geschäftsgebaren seiner Kunden. In Die große Gier – Korruption, Kartelle, Lustreisen – Warum unsere Wirtschaft eine neue Moral braucht widmete Hans Leyendecker neben der VW-Korruptionsaffäre auch einen Abschnitt „Faurecia“. Hierin beschreibt er wie der deutsche Vertriebsleiter Andreas S. immer wieder von VW-Einkäufern zu Zuwendungen gedrängt wird.